# King Arthur & the Knights of Justice (datorspel)
King Arthur & the Knights of Justice är ett actionäventyrsspel utvecklat av Manley & Associates och utgivet av Enix till SNES i maj 1995. Spelet är baserat på den animerade TV-serien med samma namn, som i sin tur är baserad på legenden om Kung Artur. Spelet var det första utgivet av Enix som hade tillverkats av en amerikansk tillverkare.

## Handling
Ett amerikanskt fotbollslag färdas genom tiden och hamnar i det medeltida England, och skall rädda Kung Arthur från den elaka häxan Morgana.

### Fotnoter
1. ↑  ”King Arthur & the Knights of Justice (SNES)Discuss” (på engelska). Mobygames. http://www.mobygames.com/game/snes/king-arthur-the-knights-of-justice. Läst 13 maj 2014.